# Earth 2150: Escape from the Blue Planet
Earth 2150: Escape from the Blue Planet (wydana także jako Earth 2150) – polska strategiczna gra komputerowa typu RTS (real time strategy) wyprodukowana w 2000 roku przez TopWare Programy.

## Rozgrywka
Earth 2150: Escape from the Blue Planet jest polską strategiczną grą komputerową z 2000 roku. Ludzkość w 2150 roku zostaje zmuszona do opuszczenia swej planety. Wojna w 2140 roku pomiędzy Eurasian Dynasty a United Civilized States doprowadziła do zmiany orbity Ziemi, planeta zmierza ku Słońcu. Temperatura na Ziemi wzrasta, lodowce topią się, poziom wód podnosi się, powierzchnia planety jest nieustannie niszczona przez spadające meteoryty.
W 2127 roku z powodu braku surowców nieliczni ludzie zostaną przetransportowani do bazy na Marsie. Ludzie mają nadzieję, że zostanie wybudowany kosmiczny statek transportowy. Wkrótce wybucha kolejna wojna między potęgami.
Gra powstała w technologii 3D. W grze istnieje możliwość obserwowania rozgrywki z różnych kamer. W grze zostały zastosowane techniki bump map i light map, pozwoliły one na stworzenie szczegółowego świata oraz obiektów z odpowiednią płynnością rozgrywki. Powierzchnia zmienia się wraz ze zmianą pór roku, gdy Ziemia coraz bardziej zbliża się do Słońca.
Gra umożliwiała projektowanie własnych jednostek, ograniczała dostępną amunicję. Możliwe było budowanie tuneli, szybów, mostów i tam, a cykl dobowy wymuszał na przykład korzystanie z reflektorów w nocy, co zdradzało pozycje jednostek gracza.
Do gry wydano dwa dodatki – de facto rozszerzone wersje wydania podstawowego, z nowymi misjami, jednostkami i bronią oraz przemodelowaną mechaniką rozgrywki. The Moon Project sprzedawano w dwóch wersjach; podstawowa kosztowała 19,99 złotych, a rozszerzona, zawierająca 22 filmy, 40 utworów audo i edytor map – 69,95 zł. Takie działanie wymierzone było w piratów, gdyż oryginalna gra kosztowała tyle, co wytłoczona płyta CD; decyzję o sprzedawaniu gry w cenie równej z nielegalnym egzemplarzem podjął szef Topware, Dirk Hassinger.

## Fabuła Gry
Ludzkość z nadzieją weszła w XXI wiek. Miał to być wiek dobrobytu i tryumfu nauki, wiek odpoczynku od wojen poprzedniego stulecia.
Niestety już w 2012 gospodarka światowa załamała się. Nastąpił krach na największych giełdach i upadło wiele międzynarodowych korporacji. Amerykańska agencja NASA została wtedy przejętą przez Lunar Corporation, która podjęła pracę nad budową stacji orbitalnej. W tym czasie cały świat tkwił w głębokim kryzysie. W ślad za nim przyszły problemy społeczne i napięcia polityczne. Nad światem zawisła groźba globalnego konfliktu. Ci, którzy podczas kryzysu nie stracili swoich fortun, uciekali z ziemi osiadając w Orbital City I.
W 2048 wybuchła Wielka Wojna. Zniszczyła ona większość ośrodków zcentralizowanej władzy. Najbardziej ucierpiała Europa i Azja Wschodnia. Na całym Świecie zapanował chaos i anarchia. Ludność zamieszkująca Orbital City dla bezpieczeństwa przeniosła się do nowo utworzonej bazy księżycowej. Kolonia zerwała wtedy wszelkie kontakty z Ziemią i od tej pory rozwijała się jako odrębna społeczność.
Po kilkunastu latach na Ziemi rozpoczęła się mozolna odbudowa państwowości. Na terenie Ameryki została założona Unia Cywilizowanych Stanów, w skład której weszło 12 spośród dawnych stanów należących do USA. Zapanował tam system władzy demokratycznej opartej na SI. Mieszkańcy w dużym stopniu uzależnieni byli od komputerowych systemów eksperckich, a w większości prac zastępowały ich automaty i roboty.
W Europie i Azji powstało państwo rządzone silną ręką przez nowa dynastię carów. Państwo to przyjęło nazwę Dynastii Euroazjatyckiej. Samozwańcza dynastia carów miała dostęp do baz wojskowych dawniej Rosji oraz do znajdującej się tam broni i technologii militarnej.
Zarówno ED jak i UCS w szybkim tempie rozszerzały swoje terytoria. Wkrótce przejęły wszystkie obszary, na których możliwe było życie. Tak wielkie mocarstwa nie były w stanie egzystować obok siebie w pokoju. W 2140 roku Dynastia Euroazjatycka zaatakowała obszary należące do UCS. Rozpętała się kolejna straszliwa wojna.
W ósmym roku trwania konfliktu wycofującą się armia ED użyła broni jądrowej. Duży wybuch w okolicach bieguna północnego spowodował początkowo niezauważalne zakłócenia w ruchu orbitalnym Ziemi. Zmiany te zostały dostrzeżone dopiero na początku 2150 roku przez UCS oraz mieszkańców dawno zapomnianej kolonii na Księżycu. Wkrótce dowiedziało się o tym dowództwo ED. Naukowcy obliczyli, że w przeciągu kilku najbliższych lat ziemia zmniejszy swa odległość od Słońca o prawie 17%. Oznaczało to, że siły grawitacyjne rozerwą płaszcz Ziemi i Księżyca, doprowadzając do zaniku życia na ich powierzchniach.